# St. Georgsbrunnen (Friedberg)

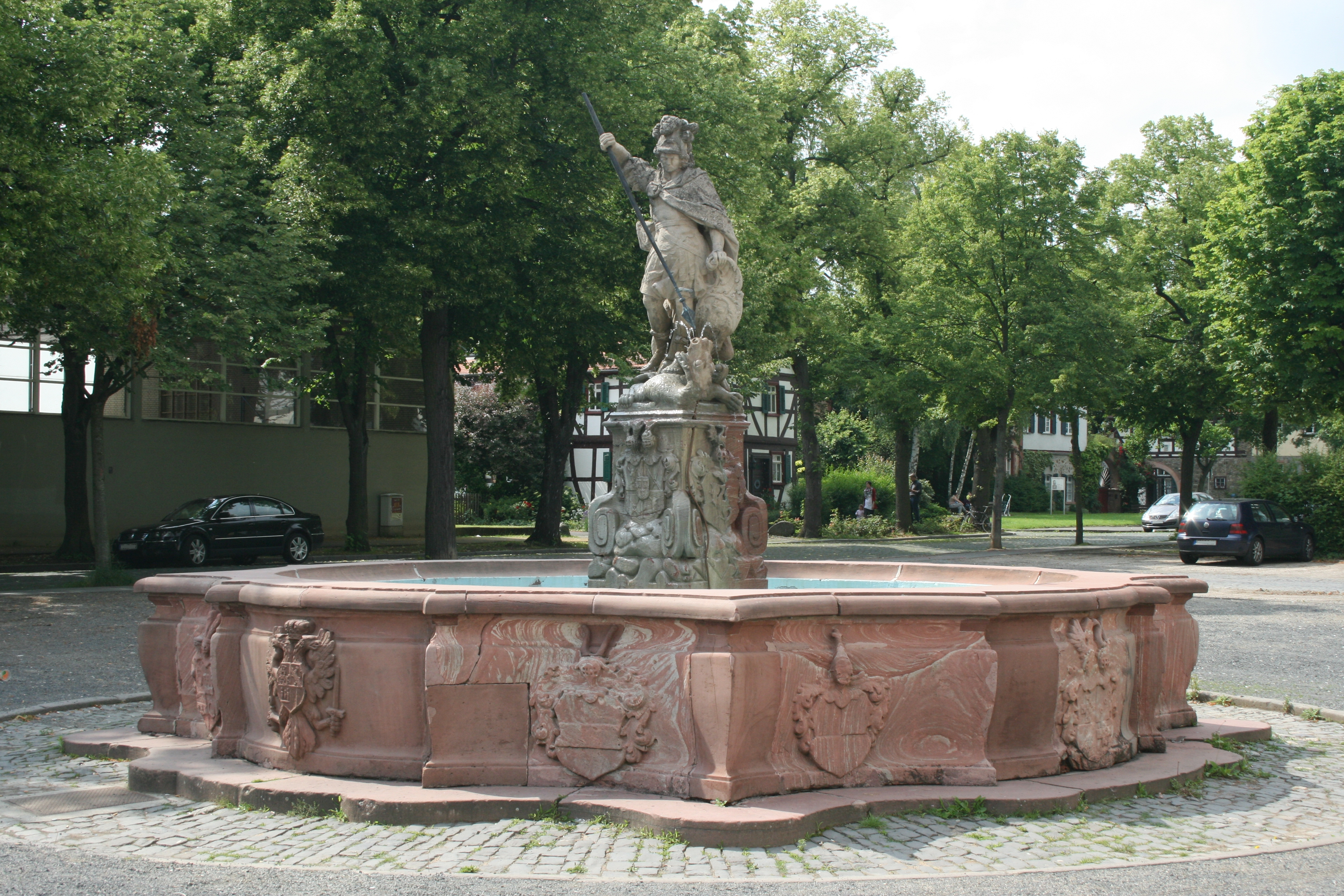
St. Georgsbrunnen in der Burg Friedberg. Am Sockel der Statue sind die Wappen des Burggrafen Herrmann Friedrich Riedesel Freiherr zu Eisenbach (links) und des Burgbaumeisters Freiherr von Breidbach-Bürresheim (rechts) zu erkennen. Nicht im Bild das Wappen des anderen Burgbaumeisters Groschlag von Dieburg. Auf der Brunnenschale das Burgwappen und die Wappen der zehn Regimentsburgmannen.

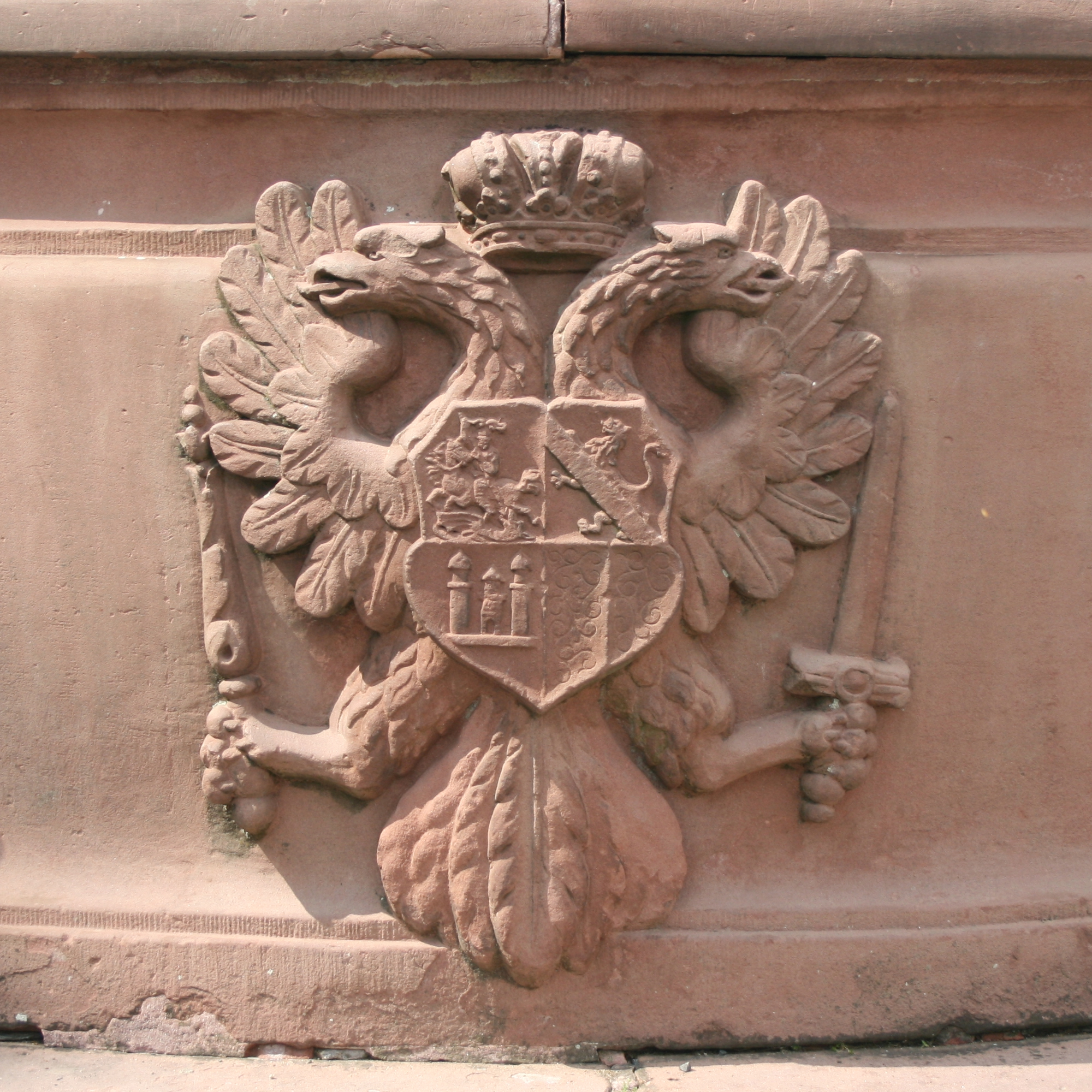
Detail mit dem Burgwappen

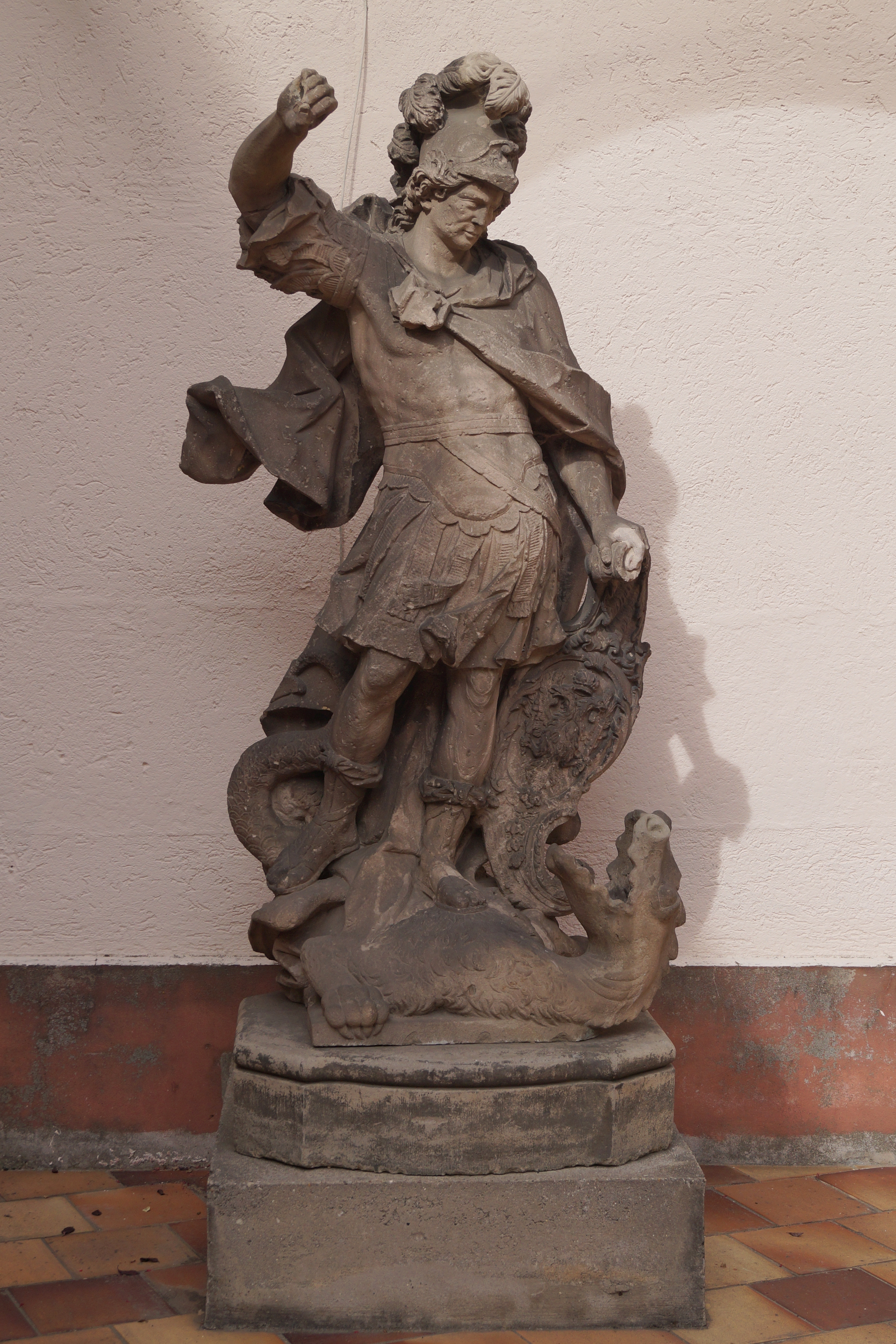
Original der Georgsstatue im Hof des Wetterau-Museums

Der St. Georgsbrunnen in Friedberg ist ein barocker, dem heiligen Georg gewidmeter Brunnen in der Reichsburg Friedberg.

## Brunnen
Der Brunnen aus Rotem Mainsandstein wurde 1738 unter dem Friedberger Burggrafen Hermann XVIII. Riedesel Freiherr zu Eisenbach vor dem Burggrafiat (auch als Schloss bezeichnet) errichtet. Baumeister des Brunnens war Johann Philipp Wörrishöfer aus Nauheim. Die symmetrische Grundrissform des Beckens mit 12 abwechselnd konvexen und konkaven Flächen gibt dem Brunnen einen für den Barock typischen bewegten Umriss.
Die Drachentöterfigur wurde vom Mainzer Bildhauer Burkard Zamels erschaffen. Das Original befindet sich heute im Innenhof des Wetterau-Museums. 1977 wurde sie durch eine Kopie ersetzt, weil sie am Originalstandort Vandalismus ausgesetzt war. Der fehlende rechte Arm, die Lanze und ein Teil des Drachenkopfes wurden 2009 ergänzt. Der Brunnen wurde im Jahr 2019 durch seine Eigentümerin, die Verwaltung der Staatlichen Schlösser und Gärten Hessen, grundlegend saniert.

## Bildprogramm
Der Bezug zum Heiligen Georg als Patron der Ritter ist für die Geschichte der Burg Friedberg als Sitz des Ritterkanton Mittelrhein charakteristisch. Im Mittelalter existierte in der Burg eine Bruderschaft vom heiligen Georg. Die mittelalterliche Burgkirche als Vorgänger der heutigen Barockkirche war ebenfalls diesem Heiligen geweiht. Im Salbuch des Klosters Naumburg findet sich hinter der Burgansicht eine Georgsdarstellung. Doch war dies zur Zeit des Brunnenbaus reichlich anachronistisch, da bereits seit 1729 eine Abgrenzung der Burggrafschaft zur Rheinischen Ritterschaft begonnen hatte und die Burggrafschaft im 18. Jahrhundert für den lokalen Ritteradel an Bedeutung eingebüßt hatte.
Auf dem Mittelsockel unterhalb der Statuengruppe sind drei Wappen und eine Inschriftenkartusche angebracht. Es handelt sich um das Wappen des Burggrafen Riedesel Freiherr zu Eisenbach sowie der beiden amtierenden Burgbaumeister Freiherr von Breidbach-Bürresheim und Groschlag von Dieburg. Der Brunnen gilt damit als Zeugnis der Regierungsorganisation der Burg. Auf der Brunnenschale sind elf Wappen sowie eine weitere Kartusche angebracht. Neben dem Wappen der Burg Friedberg sind das die Wappen der zehn Regimentsburgmannen:
- Rau zu Holzhausen
- Diede zum Fürstenstein
- von Ingelheim
- von Dalberg
- Breidenbach zu Breidenstein
- Stein zu Ostheim
- Weitolshausen genannt Schrautenbach
- Löw von und zu Steinfurth
- von Frankenstein zu Ockstadt
- von Bettendorff